# San Marco d’Alunzio
San Marco d’Alunzio ist eine italienische Gemeinde der Metropolitanstadt Messina in der Autonomen Region Sizilien mit 1818 Einwohnern (Stand 31. Dezember 2023) und ist Mitglied der Vereinigung I borghi più belli d’Italia („Die schönsten Orte Italiens“).

## Lage und Daten
San Marco d’Alunzio liegt 99 km westlich von Messina. Die Einwohner arbeiten hauptsächlich in der Landwirtschaft und in der Tourismusbranche.
Die Nachbargemeinden sind Alcara li Fusi, Capri Leone, Frazzanò, Longi, Militello Rosmarino und Torrenova.

## Geschichte
An der Stelle des heutigen Ortes stand das antike Aluntium oder Haluntium. Im 4. Jahrhundert v. Chr. übernahmen die Griechen die Herrschaft. Die damalige Stadt hatte offenbar große regionale Bedeutung, denn sie hatte eine eigene Währung. Während der römischen Herrschaft hatte das damalige Haluntium die Bedeutung einer Civitas Decumana und besaß einen eigenen Senat.
Während der folgenden Jahrhunderte verlor die Stadt an Bedeutung und war um das 6. Jahrhundert vermutlich eine byzantinische Festung.
Während der normannischen Herrschaft blühte die Stadt wieder auf. 1061 erbauten die Normannen das Kastell San Marco, um das sich die hauptsächlich griechische Bevölkerung niederließ. Ein öffentliches Bad, eine Werft und ausgedehnte landwirtschaftliche Anlagen bezeugen die Blüte jener Zeit. Von 1398 bis 1806 besaß die Familie Filangieri den Ort als Lehen, 1830 folgten ihnen die Lanza als Erben.

## Bevölkerungsentwicklung

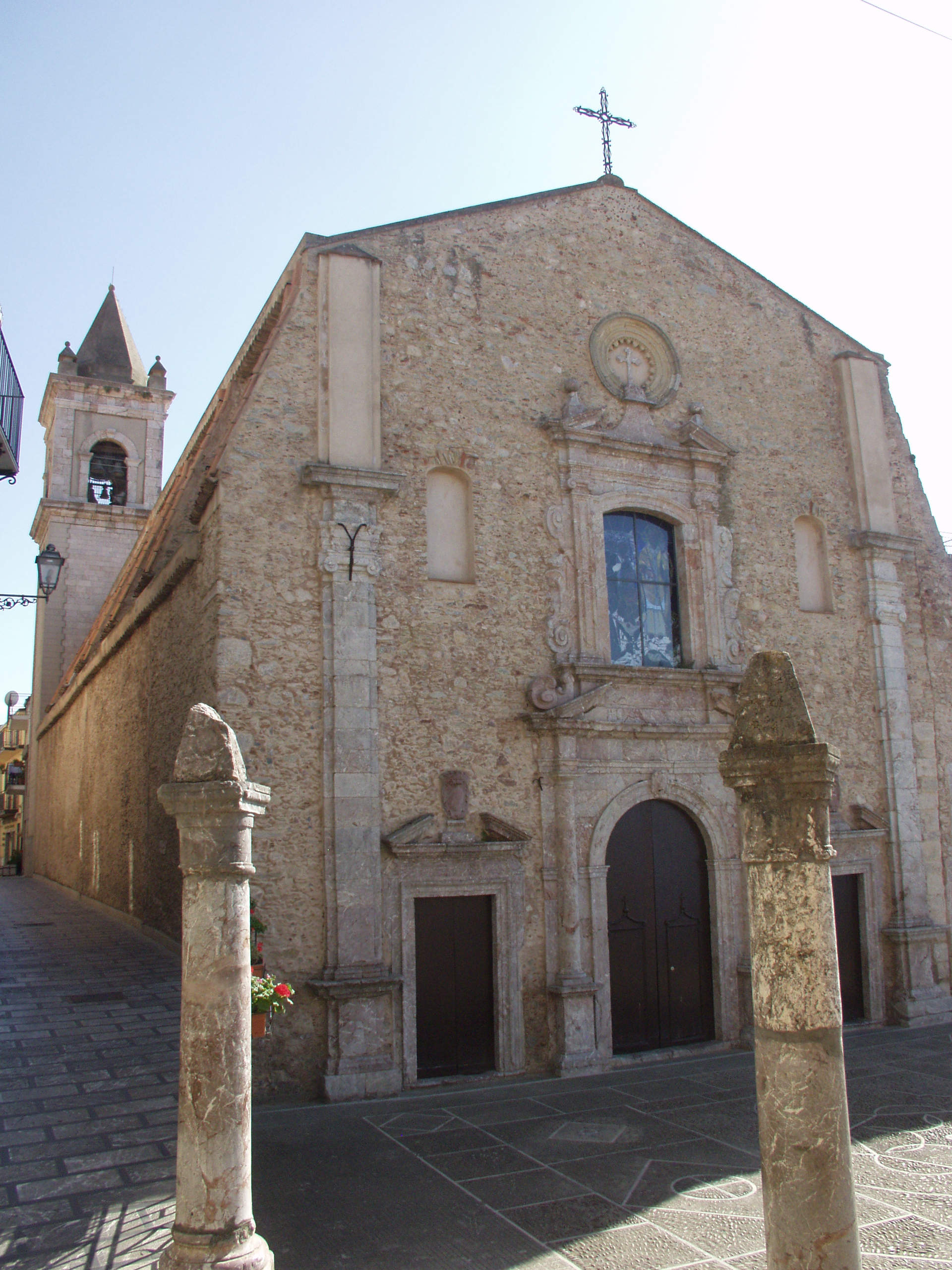
Chiesa Madre

Quelle: ISTAT

## Sehenswürdigkeiten
- Kirche Sant’Antonio mit einem rosa Portal
- Kirche San Teodoro mit interessantem Museum
- Kirche des Schutzpatrons San Basilio
- Kirche Santa Chiesa Madre
- Kirche Aracoeli

## Persönlichkeiten
- Scipione Rebiba (1504–1577), Kardinal